# ژوزف کامگا
ژوزف کامگا (فرانسوی: Joseph Kamga‎؛ زادهٔ ۲۵ ژوئیهٔ ۱۹۵۷) بازیکن فوتبال اهل کامرون بود.
وی همچنین در تیم ملی فوتبال کامرون بازی کرده‌است.